# A mitad de legislatura
 A mitad de legislatura  es el tercer capítulo de la segunda temporada de la serie dramática El ala oeste.

## Argumento
Josh sigue recuperándose en el hospital. El episodio transcurre a mitad de legislatura, durante 12 semanas. En todo ese tiempo, Josh se mantiene en contacto telefónico con sus compañeros de la Casa Blanca. Mientras, el Presidente está distraído: su obsesión es evitar la elección de un viejo contrincante suyo para las elecciones escolares locales en su tierra natal.
La Administración Bartlet tiene un índice de aprobación del 81 por ciento, lo que hace que algunos miembros quieran aprovecharse de la situación: como Toby, que quiere legislar para controlar el terrorismo interno dentro de los Estados Unidos, así como los grupos violentos, como el Ku Klux Klan. Están siendo linchados, y quiere evitarlo a toda costa.
Por otro lado un amigo de Sam es convencido para que se presente a unas elecciones por el partido en el Distrito. Pero a mitad de campaña se sospecha cierto racismo del candidato, por lo que el apoyo de la Casa Blanca es retirado y su candidatura fracasa. Tras abandonar su empleo como ayudante de fiscal del Distrito, su mujer amenaza a Sam por haberlo traicionado.
Mientras, Charlie se siente abrumado tras saber que él era el objetivo de los terroristas por su relación con la hija del Presidente. En un principio se alejará de ella, pero luego volverá a su lado cuando le digan que está haciendo un gran servicio a su país y que será debidamente protegido. 
En la noche de las elecciones, la Casa Blanca acoge una recepción de locutores de radio. Entre ellos se encuentra la doctora Jenna Jacobs (una caricatura de Dr. Laura Schlessinger, interpreteda por Claire Yarlett). Cuando el presidente se une a la recepción, le hace una serie de preguntas retóricas sobre la Biblia, atacando la posición de la locutora sobre la homosexualidad y otros temas. La conversación acaba cuando él le advierte que "aquí (por la Casa Blanca) cuando el Presidente está de pie, nadie está sentado".
En la escena final, el equipo de la Casa Blanca se reúne con Josh en las escaleras de su casa, tras conseguir el alta hospitalaria.

## Curiosidades
- Efectivamente, el personaje de la doctora Jenna Jacobs está basado en el real de la ultraconservadora doctora Laura Schlessinger, una especie de locutora radiofónica obsesionada por los pasajes de la Biblia. Así lo reconoció el propio Aaron Sorkin en una entrevista posterior.
- El Oberlin and Duke Law School está considerada una de las facultades más liberales de los Estados Unidos y fue de las primeras que permitieron la graduación a abogados afroamericanos.
- Los pasajes bíblicos citados por el presidente en su refriega con la Dra. Jacobs están basados en un correo electrónico anónimo que Aaron Sorkin recibió. Aunque Sorkin hizo muchos esfuerzos por encontrar al autor original del correo electrónico para darle el reconocimiento en los créditos, no pudo dar con él.
- En el capítulo The Ticket de la séptima temporada se da a conocer que el congresista Matt Santos está en su tercera legislatura. Esto significa que tuvo que ser elegido por primera vez en estas elecciones.

## Enlaces
- Ficha en FormulaTv
- Enlace al Imdb
- Guía del Episodio (en inglés)

- Datos: Q7751342